# Wasserbehälter (Alzey)

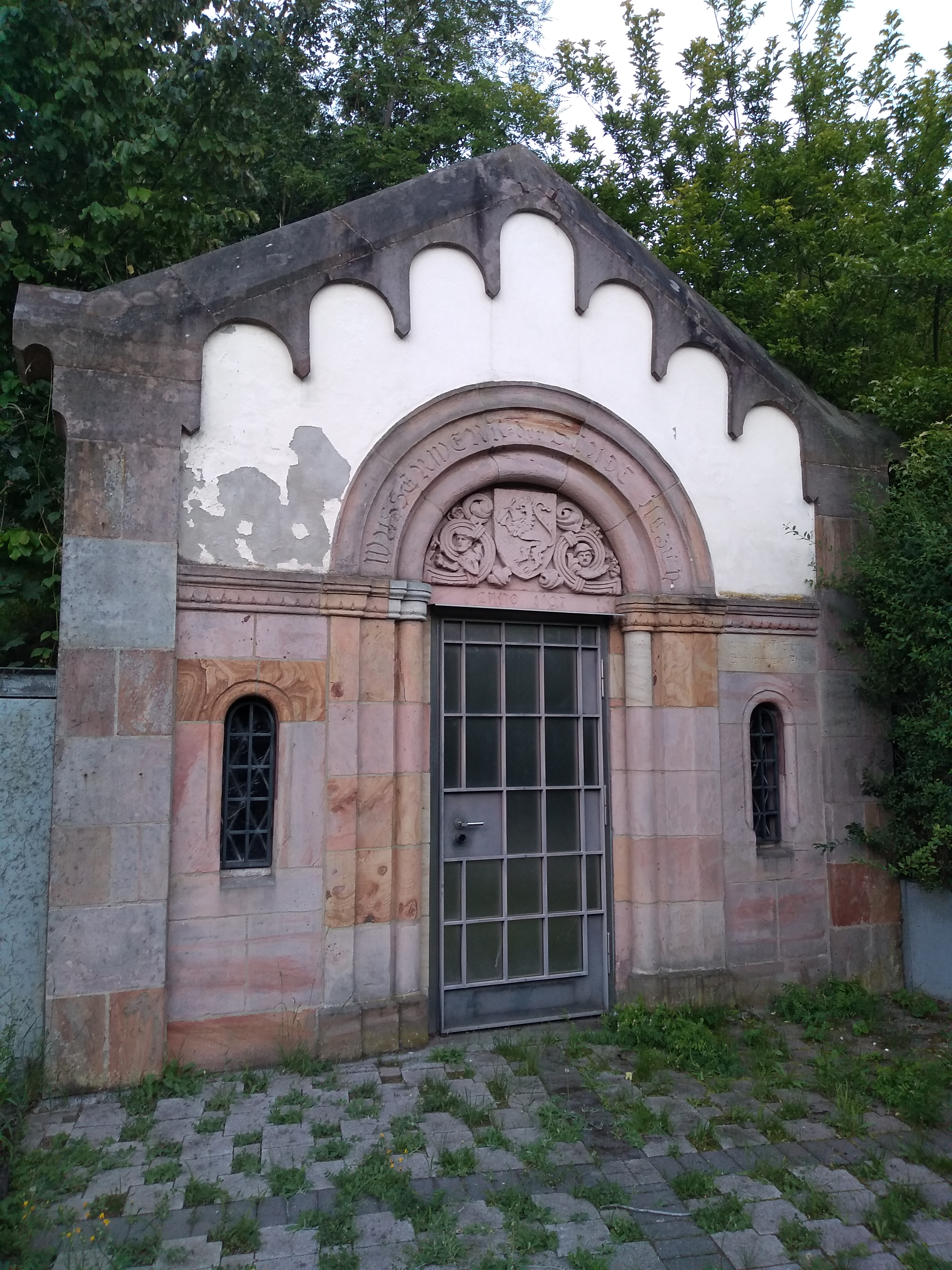
Wasserbehälter in Alzey

Der Wasserbehälter in Alzey, einer Stadt im Landkreis Alzey-Worms in Rheinland-Pfalz, wurde 1907 errichtet. Der Wasserbehälter an der Kaiserstraße, nördlich der Abzweigung zum Wartbergturm, ist ein geschütztes Kulturdenkmal. In unmittelbarer Nähe befindet sich der eigenständige Wasserbehälter der Landes-Heil- und Pflegeanstalt.
Der neuromanische Sandsteinquaderbau ist mit der Jahreszahl 1907 bezeichnet. Er wurde nach Plänen des Architekten und Stadtbaumeisters Jakob Schmitt errichtet. Der Satteldachbau erhält durch den unterschiedlich farbigen Sandstein sein besonderes Gepräge.